# Сборная Федеративных Штатов Микронезии по футболу
Сборная Федеративных Штатов Микронезии по футболу (англ. Federated States of Micronesia national football team) — представляет Федеративные Штаты Микронезии на международных соревнованиях по футболу. Команда выступает под эгидой Футбольной Ассоциации Федеративных Штатов Микронезии. Свой первый официальный матч, сборная провела в июне 1999 года против команды Гуама. Игра, состоявшаяся в рамках товарищеского матча на острове Гуам, завершилась поражением микронезийцев со счётом 3:0. Домашние матчи, сборная проводит на открытом в 2001 году стадионе на острове Яп.
Сборная является ассоциированным членом Конфедерации футбола Океании, и не является полноправным членом ФИФА и поэтому не может принимать участие в отборах к чемпионатам мира.
По причине взаимоудалённости островов Микронезии и бедности этой страны сборная была вынуждена готовиться отдельными группами, соединившись вместе только на сборах перед турниром.

## Кубок Микронезии 1999
Микронезийцы завоевали пока только один кубок в своей истории, им стал Кубок Микронезии 1999, который проводился во второй раз. В первом матче микронезийцы разгромили марианцев со счетом 7:0, а затем разгромили сборную команду под названием «Крестоносцы» — 14:1. Регулярно проводится Суперкубок Микронезии по футболу.
Микронезийцы стремятся попасть в ФИФА, но пока неудачно. В Микронезии у каждого из 4 штатов существуют отдельные футбольные сборные — Яп, Понпеи, Чуук и Кусаие.

## История выступлений
| Дата            | Место проведения | Соперник                    | Результат |
| 12 октября 2008 | Фиджи            | Фиджи                       | 0:62      |
| 7 июля 2003     | Фиджи            | Папуа — Новая Гвинея        | 0:10      |
| 5 июля 2003     | Фиджи            | Тонга                       | 0:7       |
| 1 июля 2003     | Фиджи            | Новая Каледония             | 0:18      |
| 30 июня 2003    | Фиджи            | Таити                       | 0:17      |
| 7 июля 2002     | Яп               | Яп                          | 4:2       |
| 12 июля 1999    | Микронезия       | Северные Марианские острова | 7:0       |
| 1 июня 1999     | Гуам             | Гуам                        | 0:3       |
| 1 июня 1999     | Гуам             | Гуам                        | 1:4       |